# Poecilanthrax bicellata
Poecilanthrax bicellata är en tvåvingeart som först beskrevs av Macquart 1847.  Poecilanthrax bicellata ingår i släktet Poecilanthrax och familjen svävflugor. Inga underarter finns listade i Catalogue of Life.